# Joon
Joon – nieistniejąca francuska linia lotnicza utworzona przez Air France. Marka miała być skierowana do młodych pasażerów i być przez nich ceniona za nowoczesny styl, innowacyjność i kreatywność.

## Historia
Pierwszy lot odbył się 1 grudnia 2017.
10 stycznia 2019 zarząd Air France ogłosił, że projekt zostanie zakończony 26 czerwca 2019, kiedy to odbędzie się ostatni lot samolotu Joon.